# シラコダイ
シラコダイ（白粉鯛、白膏鯛、白小鯛、学名：Chaetodon nippon）は、スズキ目チョウチョウウオ科に分類される魚類の一種。種小名、英名は「日本」を意味するが、日本固有種ではない。

## 形態
- 全長は約15cm[1]。
- 頭に白粉をつけたような色をしている[2]。
- 幼魚は背鰭後端に黒い点がある[3]。

## 生態
他の魚をクリーニングすることがある。
水深5-30mの岩礁域に生息する。チョウチョウウオの中でも低温に強く、水温16℃に耐えられ、本州沿岸でも繁殖可能である。

## 分布
日本、朝鮮半島、台湾、フィリピンの沿岸。日本では本州中部以南に分布する。伊豆半島、伊豆七島、紀伊半島では普通に見られるが、沖縄や小笠原では滅多に見られない。

## 人とのかかわり
観賞魚。本種は温帯地域に生息するチョウチョウウオであるため、水温は若干低め(20℃)にすると良い。